# Fisher (DJ)
FISHER, bürgerlich Paul Nicholas Fisher (* 5. November 1986 in Gold Coast, Queensland), ist ein australischer Musikproduzent und DJ der hauptsächlich in den Genres House & Tech House aktiv ist. Internationale Bekanntheit erlangte er mit der Single Losing It, die für einen Grammy nominiert war.

## Karriere
Vor 2017 trat Fisher, zusammen mit seinem damaligen Surfkollegen Leigh Sedz Sedley unter dem Namen Cut Snake, als DJ auf.
Im Juni 2017 veröffentlichte er seine erste Single Ya Kidding unter dem Künstlernamen FISHER. Seine Single Losing It erschien im Juli 2018. Die Single konnte internationale Chartplatzierungen erreichen und wurde für einen Grammy in der Kategorie Best Dance Recording nominiert. Im Mai 2019 erschien dann die Single You Little Beauty, die innerhalb kürzester Zeit millionenfach gestreamt wurde.
Die Freaks EP erschien im Frühjahr 2020, der gleichnamige Song konnte Platz 22 der US Dance Charts erreichen.

## Diskografie

### EPs
- 2017: Oi Oi
- 2020: Freaks

### Singles
| Jahr | Titel Album                                           | Höchstplatzierung, Gesamtwochen, AuszeichnungChartplatzierungen (Jahr, Titel, Album, Platzierungen, Wochen, Auszeichnungen, Anmerkungen) | Höchstplatzierung, Gesamtwochen, AuszeichnungChartplatzierungen (Jahr, Titel, Album, Platzierungen, Wochen, Auszeichnungen, Anmerkungen) | Höchstplatzierung, Gesamtwochen, AuszeichnungChartplatzierungen (Jahr, Titel, Album, Platzierungen, Wochen, Auszeichnungen, Anmerkungen) | Höchstplatzierung, Gesamtwochen, AuszeichnungChartplatzierungen (Jahr, Titel, Album, Platzierungen, Wochen, Auszeichnungen, Anmerkungen) | Anmerkungen                                                                               |
| Jahr | Titel Album                                           | DE | UK | Dance | AU | Anmerkungen                                                                               |
| ---- | ----------------------------------------------------- | --- | --- | --- | --- | ----------------------------------------------------------------------------------------- |
| 2017 | Ya Kidding –                                          | — | — | — | — | Erstveröffentlichung: 30. Juni 2017                                                       |
| 2017 | Stop It Oi Oi                                         | — | — | — | — | Erstveröffentlichung: 10. November 2017                                                   |
| 2017 | Ya Didn’t Oi Oi                                       | — | — | — | — | Erstveröffentlichung: 10. November 2017                                                   |
| 2018 | Crowd Control –                                       | — | — | — | — | Erstveröffentlichung: 2. März 2018                                                        |
| 2018 | Losing It He’s All That (Music from the Netflix Film) | DE— GoldDE | UK60 Platin · (9 Wo.)UK | Dance22 Gold · (20 Wo.)Dance | AU35 Platin · (1 Wo.)AU | Erstveröffentlichung: 13. Juli 2018                                                       |
| 2019 | You Little Beauty –                                   | — | UK78 Silber · (11 Wo.)UK | Dance19 (18 Wo.)Dance | AU41 (1 Wo.)AU | Erstveröffentlichung: 10. Mai 2019                                                        |
| 2020 | Freaks                                                | — | — | Dance22 (5 Wo.)Dance | — | Erstveröffentlichung: 20. März 2020                                                       |
| 2020 | Wanna Go Dancin Freaks                                | — | — | Dance41 (1 Wo.)Dance | — | Erstveröffentlichung: 31. März 2020                                                       |
| 2021 | Just Feels Tight –                                    | — | — | Dance20 (8 Wo.)Dance | — | Erstveröffentlichung: 30. Juli 2021                                                       |
| 2022 | It’s a Killa –                                        | — | — | Dance37 (3 Wo.)Dance | — | Erstveröffentlichung: 11. März 2022 mit Shermanology                                      |
| 2022 | Yeah The Girls –                                      | — | — | Dance46 (1 Wo.)Dance | — | Erstveröffentlichung: 2. September 2022 feat. Meryll                                      |
| 2023 | Take It Off –                                         | — | — | Dance17 (16 Wo.)Dance | — | Erstveröffentlichung: 9. Juni 2023 mit Aatig                                              |
| 2023 | Atmosphere –                                          | — | — | Dance9 (21 Wo.)Dance | AU— ×2DoppelplatinAU | Erstveröffentlichung: 11. August 2023 mit Kita Alexander                                  |
| 2024 | Somebody (2024) –                                     | — | UK— SilberUK | Dance24 (20 Wo.)Dance | — | Erstveröffentlichung: 9. Februar 2024 mit Gotye & Chris Lake feat. Sante Sansone & Kimbra |

## Auszeichnungen für Musikverkäufe
| Goldene Schallplatte - Belgien - 2019: für die Single Losing It - 2024: für die Single Somebody (2024) - Brasilien - 2024: für die Single You Little Beauty - Dänemark - 2022: für die Single Losing It - Italien - 2021: für die Single You Little Beauty - Neuseeland - 2024: für die Single Atmosphere - Spanien - 2024: für die Single You Little Beauty - 2025: für die Single Somebody (2024) | Platin-Schallplatte - Australien - 2025: für die Single Somebody (2024) - Frankreich - 2023: für die Single Losing It - Italien - 2020: für die Single Losing It - Polen - 2020: für die Single Losing It - Spanien - 2024: für die Single Losing It 2× Platin-Schallplatte - Brasilien - 2024: für die Single Losing It - Neuseeland - 2023: für die Single Losing It |

Anmerkung: Auszeichnungen in Ländern aus den Charttabellen bzw. Chartboxen sind in ebendiesen zu finden.
| Land/RegionAuszeichnungen für Musikverkäufe (Land/Region, Auszeichnungen, Verkäufe, Quellen) | Silber     | Gold       | Platin       | Verkäufe  | Quellen              |
| -------------------------------------------------------------------------------------------- | ---------- | ---------- | ------------ | --------- | -------------------- |
| Australien (ARIA)                                                                            | —          | —          | 4× Platin4   | 280.000   | aria.com.au          |
| Belgien (BRMA)                                                                               | —          | 2× Gold2   | —            | 40.000    | ultratop.be          |
| Brasilien (PMB)                                                                              | —          | Gold1      | 2× Platin2   | 100.000   | pro-musicabr.org.br  |
| Dänemark (IFPI)                                                                              | —          | Gold1      | —            | 45.000    | ifpi.dk              |
| Deutschland (BVMI)                                                                           | —          | Gold1      | —            | 200.000   | musikindustrie.de    |
| Frankreich (SNEP)                                                                            | —          | —          | Platin1      | 200.000   | snepmusique.com      |
| Italien (FIMI)                                                                               | —          | Gold1      | Platin1      | 135.000   | fimi.it              |
| Neuseeland (RMNZ)                                                                            | —          | Gold1      | 2× Platin2   | 75.000    | radioscope.co.nz NZ2 |
| Polen (ZPAV)                                                                                 | —          | —          | Platin1      | 20.000    | olis.pl              |
| Spanien (Promusicae)                                                                         | —          | 2× Gold2   | Platin1      | 120.000   | elportaldemusica.es  |
| Vereinigte Staaten (RIAA)                                                                    | —          | Gold1      | —            | 500.000   | riaa.com             |
| Vereinigtes Königreich (BPI)                                                                 | 2× Silber2 | —          | Platin1      | 1.000.000 | bpi.co.uk            |
| Insgesamt                                                                                    | 2× Silber2 | 10× Gold10 | 13× Platin13 |           |                      |

## Auszeichnungen und Nominierungen
| Jahr | Auszeichnung                     | Kategorie                       | Werk              | Ergebnis  | Quelle |
| ---- | -------------------------------- | ------------------------------- | ----------------- | --------- | ------ |
| 2018 | ARIA Music Awards                | Best Dance Release              | Losing It         | Nominiert | [ 4 ]  |
| 2019 | ARIA Music Awards                | Best Dance Release              | You Little Beauty | Nominiert | [ 5 ]  |
| 2019 | International Dance Music Awards | Breakthrough Artist of the year | Fisher            | Nominiert | [ 6 ]  |
| 2019 | International Dance Music Awards | Best Electronic Song            | Losing It         | Gewonnen  | [ 6 ]  |
| 2019 | Grammy Awards                    | Best Dance Recording            | Losing It         | Nominiert | [ 7 ]  |
| 2020 | International Dance Music Awards | Best House Artist (Male)        | Fisher            | Gewonnen  | [ 8 ]  |
| 2020 | International Dance Music Awards | Best Electronic Song            | You Little Beauty | Gewonnen  | [ 8 ]  |

| +DJ Magazine: Top 100 DJs | Jahr     | Position  | Ergänzung |
| 2019                      | Platz 63 | New Entry |           |